# Dragon Ball Z: Broly - The Legendary Super Saiyan
Dragon Ball Z: Broly – Legendarul Super Saiyan (Jap: Doragon Bōru Zetto Moetsukiro!! Nessen Ressen Chō-Gekisen) este al 8-lea film din seria Dragon Ball Z produsă de Toei Animation și bazată pe seria manga produsă de Akira Toriyama. Filmul a apărut pe data de 6 martie 1993.

## Povestea
Broly este un Saiyan care la naștere a fost condamnat la moarte de către regele Saiyanilor, Regele Vegeta, din cauza puterii inexplicabile cu care s-a născut. Deoarece aceasta avea să devină un posibil pericol în viitor, Regele Vegeta dă ordin ca bebelușul Broly să fie omorât împreună cu tatăl lui, Paragus, care se împotrivește. După ce Freeza distruge planeta Saiyanilor în aceeași zi, bebelușul Broly își folosește puterile și reușește să scape de explozia planetei împreună cu tatăl său. Treizeci de ani mai târziu, Paragus decide să se răzbune pe fiul regelui, Vegeta, chemându-l să devină noul stăpân al Saiyanilor, pe o nouă planetă care în curând avea să fie distrusă de un meteorit. Regele Kaio îl informează pe Goku despre un Super Saiyan care tocmai a distrus o galaxie, Galaxia de Sud. Urmărindu-i energia, Goku ajunge pe noua planetă Vegeta unde, împreună cu Gohan, Krillin, Trunks și Vegeta, află ca Broly este Legendarul Super Saiyan. După o îndelungată bătălie între protagoniști și Broly, Goku rămâne singurul în picioare. Ceilalți își transmit energia către Goku, care reușește într-un final să îl învingă pe Broly. Goku îi teleportează pe toți de pe planeta care este distrusă de meteorit.